# Il'ja Žigulëv
Il'ja Konstantinovič Žigulëv (in russo Илья Константинович Жигулёв?; Severskaja, 1º febbraio 1996) è un calciatore russo, centrocampista del KAMAZ.

## Caratteristiche tecniche
È un centrocampista centrale.

## Carriera

### Club
Ha giocato nella prima divisione moldava ed in quella russa.

### Nazionale
Con la nazionale Under-21 russa ha preso parte a 7 incontri di qualificazione al campionato europeo di calcio Under-21 2019.

## Statistiche

### Presenze e reti nei club
Statistiche aggiornate al 6 giugno 2019.
| Stagione        | Squadra         | Campionato      | Campionato | Campionato | Coppe nazionali | Coppe nazionali | Coppe nazionali | Coppe continentali | Coppe continentali | Coppe continentali | Altre coppe | Altre coppe | Altre coppe | Totale | Totale | Totale |
| Stagione        | Squadra         | Comp            | Pres       | Reti       | Comp            | Pres            | Reti            | Comp               | Pres               | Reti               | Comp        | Pres        | Reti        | Pres   | Reti   |        |
| --------------- | --------------- | --------------- | ---------- | ---------- | --------------- | --------------- | --------------- | ------------------ | ------------------ | ------------------ | ----------- | ----------- | ----------- | ------ | ------ | ------ |
| 2013-2014       | Krasnodar-2     | 1D              | 12         | 1          |                 | -               | -               |                    | -                  | -                  |             | -           | -           | 12     | 1      |        |
| 2014-2015       | Krasnodar-2     | 1D              | 20         | 4          |                 | -               | -               |                    | -                  | -                  |             | -           | -           | 20     | 4      |        |
| 2015-2016       | Krasnodar-2     | 1D              | 24         | 2          |                 | -               | -               |                    | -                  | -                  |             | -           | -           | 24     | 2      |        |
| lug.-dic. 2016  | Milsami Orhei   | DN              | 12         | 3          | CM              | 0               | 0               |                    | -                  | -                  |             | -           | -           | 12     | 3      |        |
| apr. 2017       | Krasnodar-2     | 1D              | 2          | 0          |                 | -               | -               |                    | -                  | -                  |             | -           | -           | 2      | 0      |        |
| set.-nov. 2017  | Krasnodar-2     | 1D              | 4          | 1          |                 | -               | -               |                    | -                  | -                  |             | -           | -           | 4      | 1      |        |
| gen.-giu. 2017  | Krasnodar       | PL              | 7          | 0          | CR              | 1               | 0               | UEL                | 1                  | 0                  |             | -           | -           | 9      | 0      |        |
| 2017-feb. 2018  | Krasnodar       | PL              | 8          | 0          | CR              | 0               | 0               | UEL                | 4                  | 0                  |             | -           | -           | 12     | 0      |        |
| feb.-giu. 2018  | Tosno           | PL              | 10         | 0          | CR              | 3               | 0               |                    | -                  | -                  |             | -           | -           | 13     | 0      |        |
| 2018-2019       | Ural            | PL              | 5          | 0          | CR              | 2               | 1               |                    | -                  | -                  |             | -           | -           | 7      | 1      |        |
| Totale carriera | Totale carriera | Totale carriera | 104        | 11         |                 | 6               | 1               |                    | 5                  | 0                  |             | -           | -           | 1115   | 12     |        |

## Palmarès

### Competizioni nazionali
- Coppa di Russia: 1

Tosno: 2017-2018